# Oceania Rugby Women's Championship
El Oceania Rugby Women's Championship es un torneo internacional de selecciones nacionales femeninas de rugby pertenecientes a Oceania Rugby.

## Historia
El primer torneo se disputó en 2016, resultando campeón el seleccionado de Fiyi, desde la edición 2019 el torneo pasó a ser parte de la clasificación a la Copa Mundial Femenina de Rugby y desde la temporada 2023 también es clasificatorio al WXV.

## Participantes

### Edición 2025
- Fiyi
- Samoa
- Tonga

## Campeonatos
| Edición | Año  | Campeón         | 2.º puesto  | 3.º puesto | 4.º puesto | 5.º puesto | 6.º puesto |
| ------- | ---- | --------------- | ----------- | ---------- | ---------- | ---------- | ---------- |
| I       | 2016 | Fiyi            | PNG         |            |            |            |            |
| II      | 2018 | Fiyi            | Samoa       | Tonga      | PNG        |            |            |
| III     | 2019 | Nueva Zelanda A | Australia A | Fiyi       | Samoa      | Fiji A     | PNG        |
| IV      | 2022 | Fiyi            | Samoa       | Tonga      | PNG        |            |            |
| V       | 2023 | Samoa           | Fiyi        | Tonga      | PNG        |            |            |
| VI      | 2024 | Fiyi            | Samoa       | Tonga      | PNG        |            |            |
| VII     | 2025 | Fiyi            | Samoa       | Tonga      |            |            |            |

## Posiciones
- Número de veces que los equipos ocuparon cada posición en todas las ediciones.

| Equipo          | Campeón | 2.º puesto | 3.º puesto | 4.º puesto | 5.º puesto | 6.º puesto |
| --------------- | ------- | ---------- | ---------- | ---------- | ---------- | ---------- |
| Fiyi            | 5       | 1          | 1          |            |            |            |
| Samoa           | 1       | 4          |            | 1          |            |            |
| Nueva Zelanda A | 1       |            |            |            |            |            |
| PNG             |         | 1          |            | 4          |            | 1          |
| Australia A     |         | 1          |            |            |            |            |
| Tonga           |         |            | 5          |            |            |            |
| Fiji A          |         |            |            |            | 1          |            |